# Городок (Гайсинський район)
Городо́к — село в Україні, у Дашівській селищній громаді Гайсинського району Вінницької області. Розташоване на обох берегах річки Сорока (притока Собу) за 32 км на південний схід від міста Іллінці. Населення становить 1 076 осіб (станом на 1 січня 2018 р.).

## Історія
За легендою Городок був не селом, а «городом» (місце із замком). Село було засновано у 1612–1625 роках і входило тоді до Гранівської волості. Населення було понад 2000, з них 1863 особи — православні, а решта римо-католики (поляки) та євреї. Православні жителі займались землеробством, деякі ткацтвом. Спочатку село мало назву Грудек (з пол. польської — маленьке містечко). Заснував його шляхтич з роду Сенявських гербу Леліва, який був власником Гранівської волості.
7 (20) листопада 1917 року, відповідно до Третього Універсалу Української Центральної Ради, увійшло до складу Української Народної Республіки.
12 червня 2020 року, відповідно розпорядження Кабінету Міністрів України № 707-р «Про визначення адміністративних центрів та затвердження територій територіальних громад Вінницької області», село увійшло до складу Дашівської міської громади.
19 липня 2020 року, в результаті адміністративно-територіальної реформи і ліквідації Іллінецького району, село увійшло до складу Гайсинського району.

## Населення

### Мова
Розподіл населення за рідною мовою за даними перепису 2001 року:
| Мова            | Кількість | Відсоток |
| --------------- | --------- | -------- |
| українська      | 1243      | 98.11%   |
| російська       | 20        | 1.57%    |
| вірменська      | 2         | 0.16%    |
| інші/не вказали | 2         | 0.16%    |
| Усього          | 1267      | 100%     |

## Околиці

### Озера
Перебийніське озеро. Його назва пов'язана з історичними подіями визвольної війни українського народу під керівництвом Богдана Хмельницького. Максим Кривоніс (якого величали Перебийніс) вирушив із своїм полком на Поділля, на початку червня його передові загони переслідували польські війська Яреми Вишневського. Вони вели великий бій зі шляхтичами і одержали перемогу. На місці цього бою було озеро, яке пізніше одержало назву Перебийніське, воно досі має червоне забарвлення (кажуть, від крові поранених вояків). У леваді є Довбушеве озеро. Назва його походить від прізвиська селянина Довбуша, який тримав в цьому місці свою землю. Подібна назва і в озера Сакове — селянин по прізвищу Сак. Самого Сака пам'ятають, як великого дивака, він літом і зимою ходив босий. Галайдове озеро — від прізвиська Галайда. У лісі ще й досі існує Відьмове озеро. Старі перекази свідчать, що це було велике озеро із дуже грузьким дном і трясовиною. Страх перед цим озером породив легенду про існування там відьми, яка ніби заманює туди людей і топить їх. І досі майже в центрі села є став Гуравляний. Назва пішла від того, що на цьому місці дійсно стояла гуральня, а вода із цього ставка використовувалась для його потреб.

### Вулиці та урочища
Вулиця Щорса (нині вул. Молодіжна), яку місцеві звуть Осадьбою — ця назва пішла від того, що там була розташована панська садиба, а на місці Оґруду був панський сад.
Урочище Сорокодуби знаходиться на вигоні від села. Раніше в цьому місці серед панських ланів залишалась невелика ділянка, на якій росли величезні дуби. Це залишок того масиву, який в давні часи покривав правий берег річки Сорока. Зараз це звичайна місцевість, яку перетинає кілька ярів. Та згадкою про колишніх лісових велетнів залишилась назва Сорокодуби, хоча їх там було набагато більше, ніж 40.
Урочище Озера — в цій місцині було багато озер. Тепер вони вже повисихали. Сьогодні одна з вулиць, що виходить до цієї місцевості названа Озірна.
Цікавим є те, що структура побудови самого села дуже схожа на козацьке поселення: в центрі села знаходиться церква (Свято-Покровський храм Божої Матері), а біля неї будівлі селян. Вже сьогодні неодноразово, навесні, знаходили предмети козацької доби: глечики, меч, предмети побутового характеру.

## Галерея

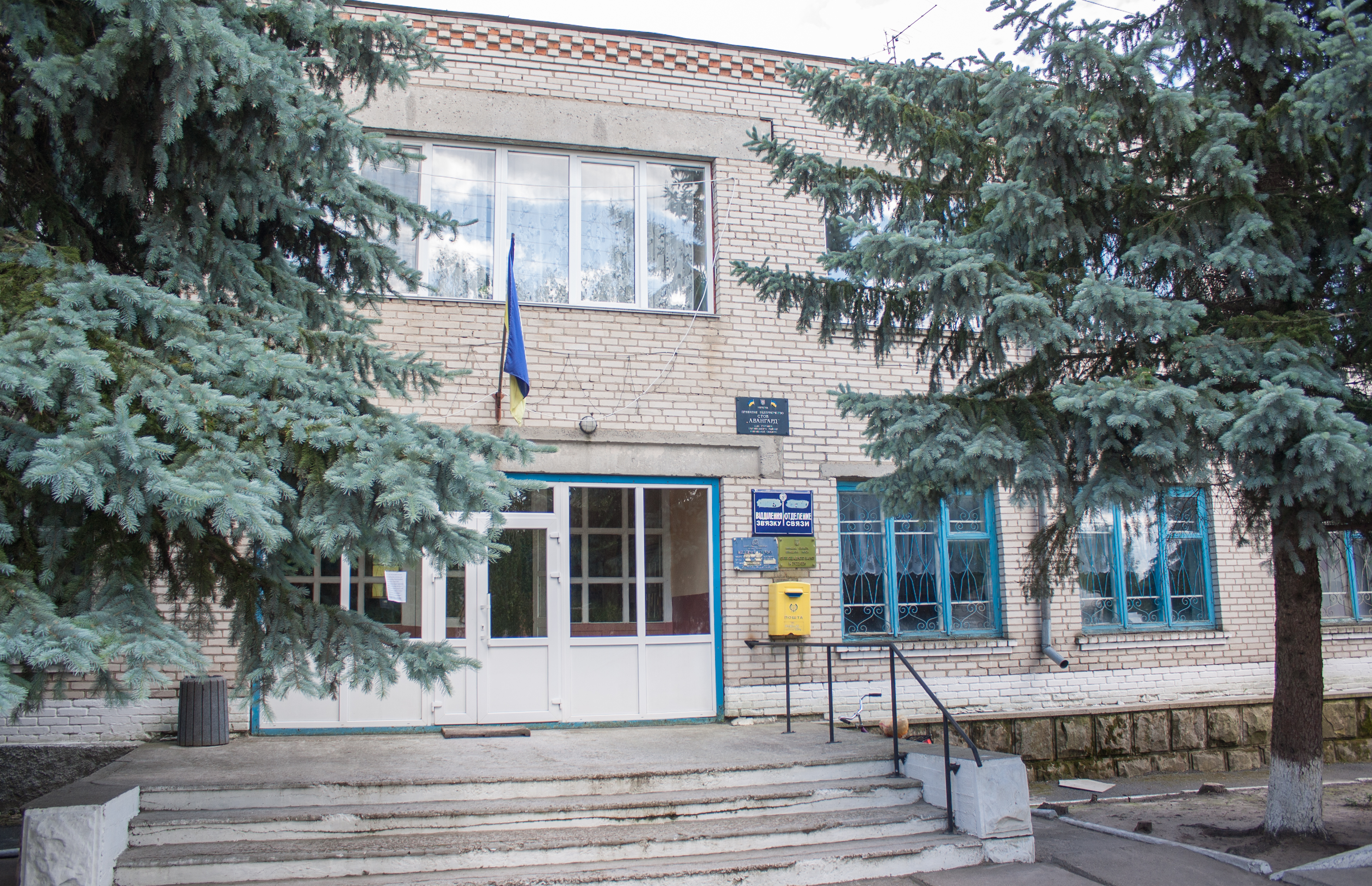
Сільська рада
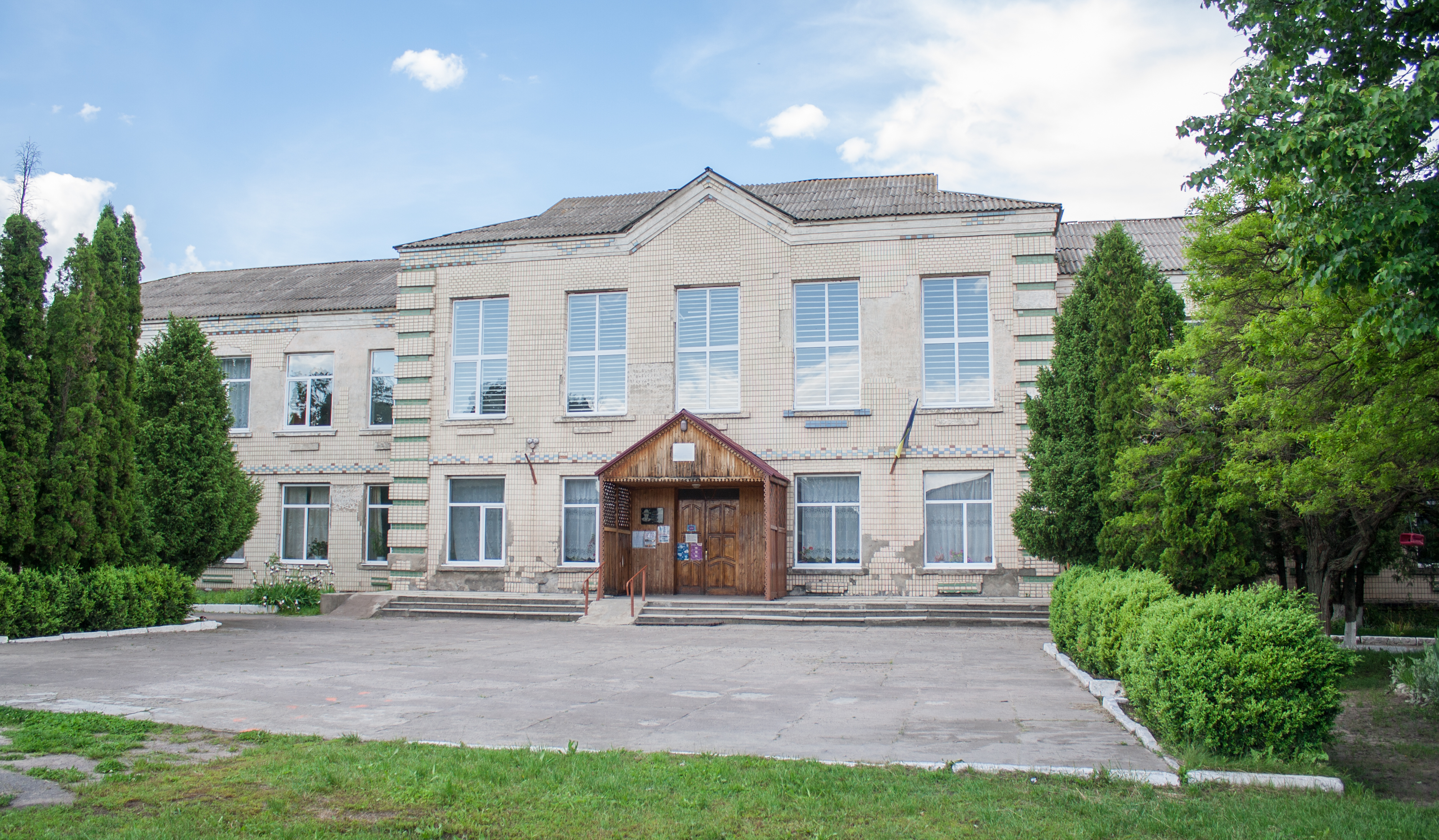
Школа
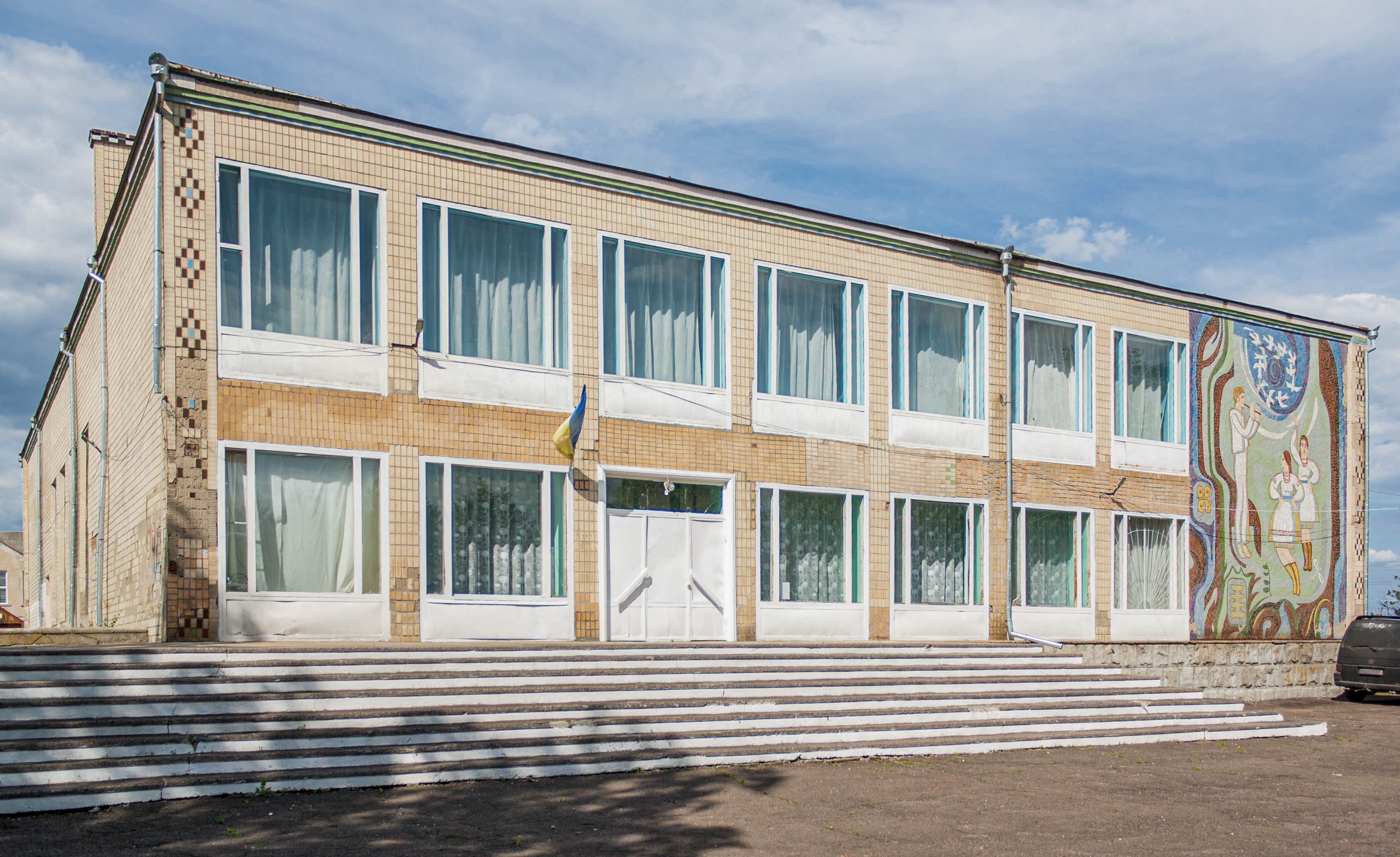
Будинок культури
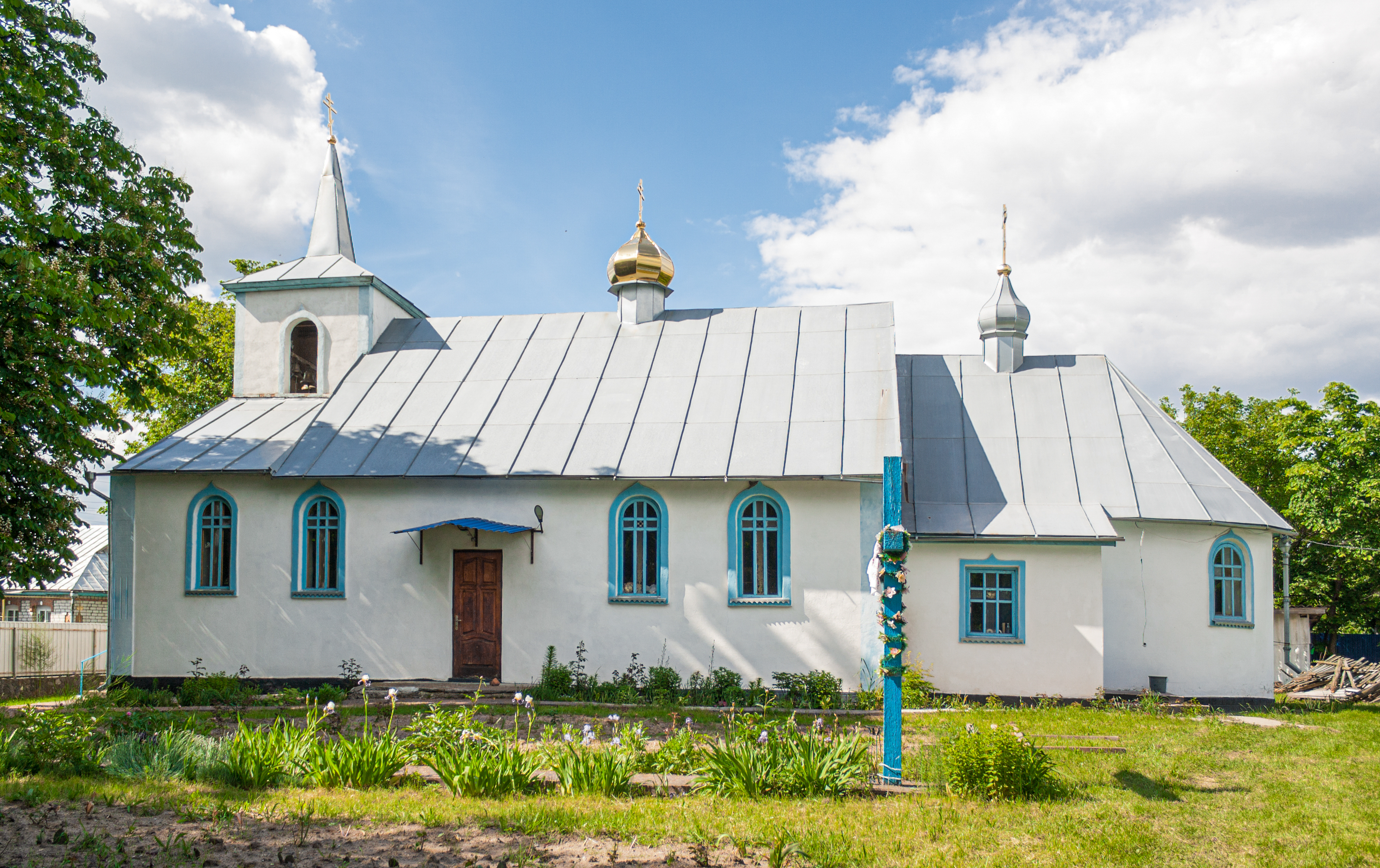
Церква
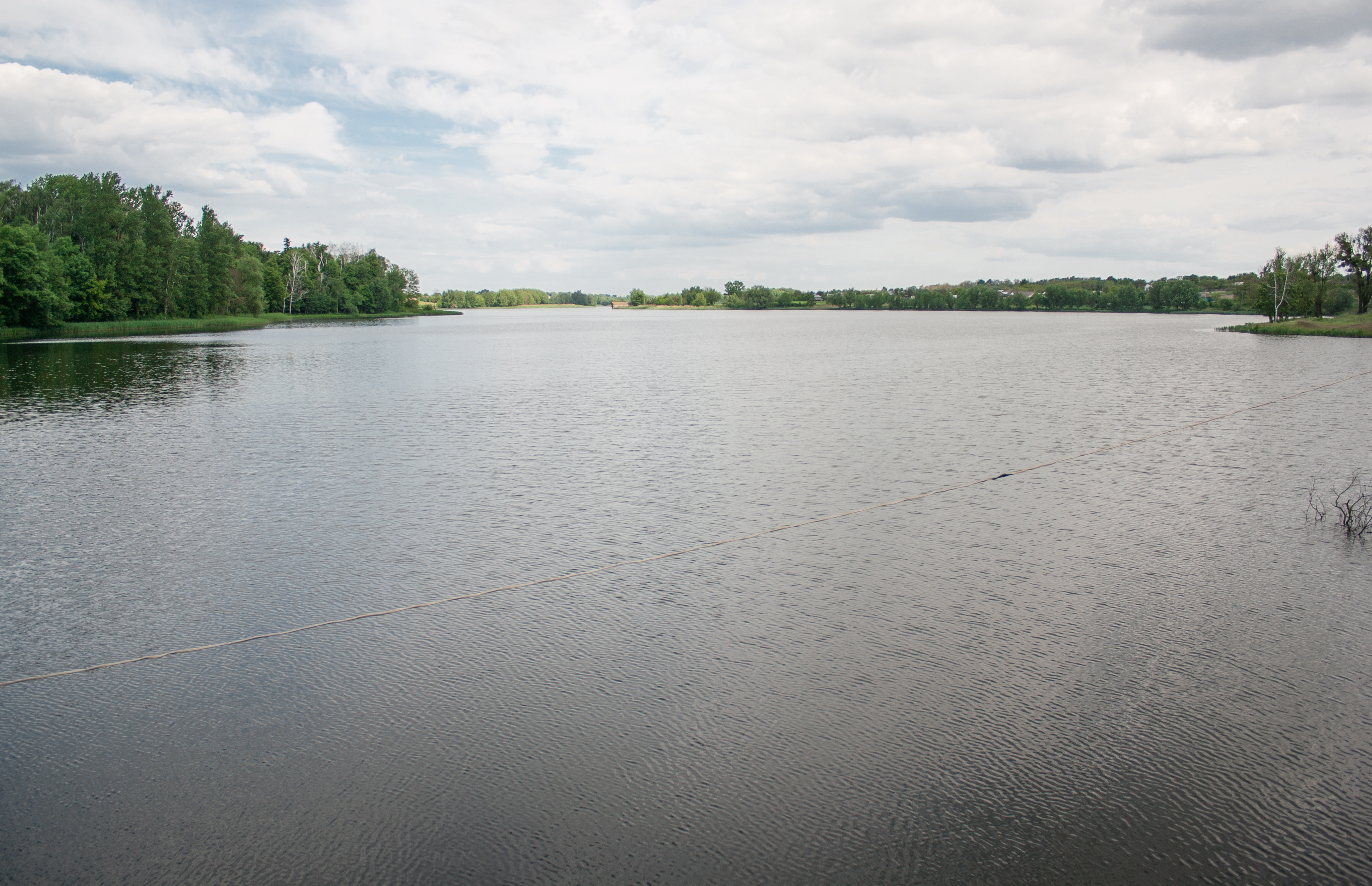
Ставок на річці Сорока
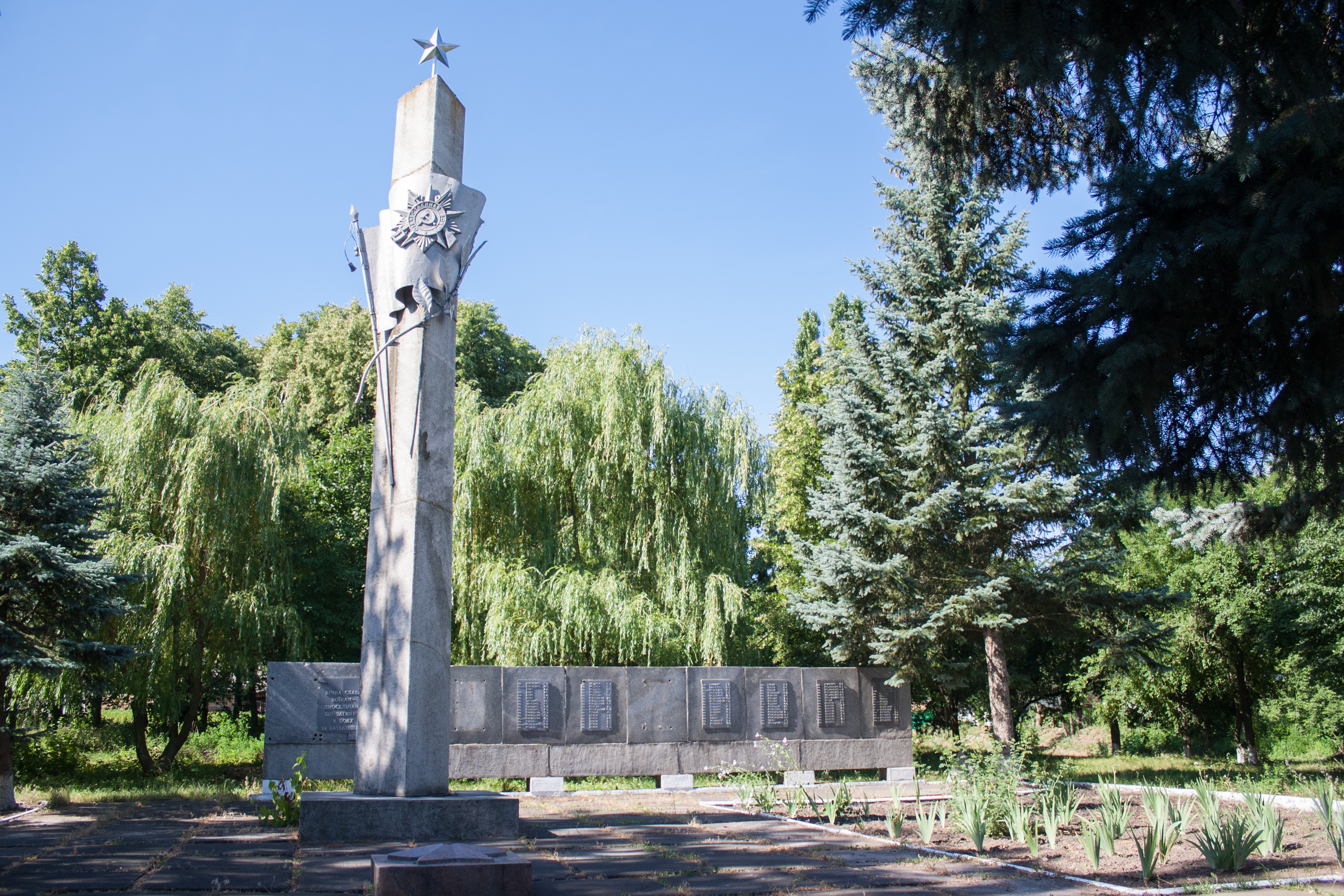
Пам'ятник воїнам-односельчанам
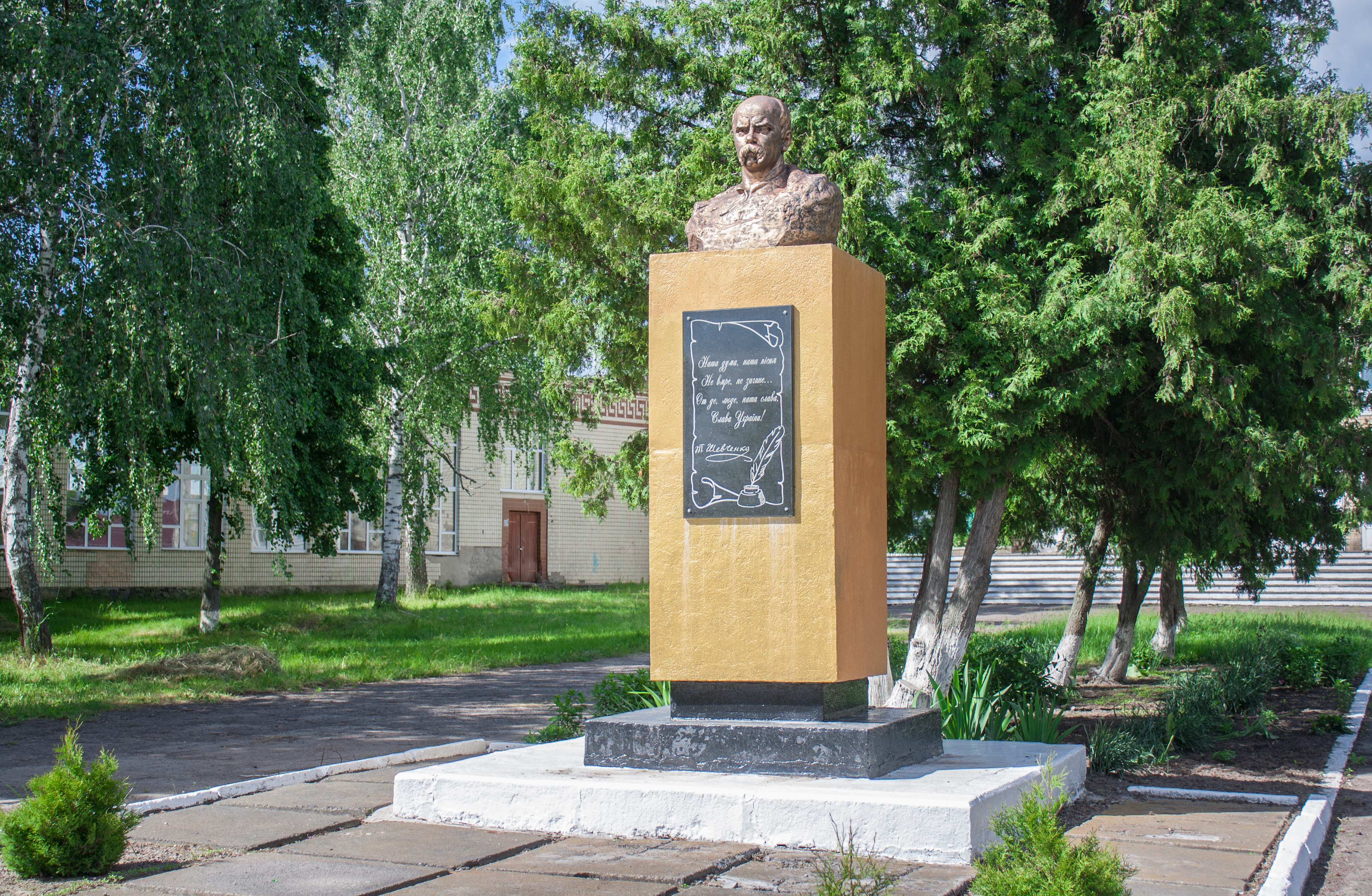
Пам'ятник Т. Шевченку